# Ludvig Stavenow
Ludvig Vilhelm Albert Stavenow, född 12 oktober 1864 i Tyska S:ta Gertruds församling i Stockholm, död 28 oktober 1950 i Uppsala, var en svensk universitetslärare, statsvetare, historiker och rektor för Göteborgs högskola och senare för Uppsala universitet.

## Biografi
Stavenow blev 1882 student vid Uppsala universitet, filosofie kandidat år 1885, 1890 filosofie licentiat och filosofie doktor 1891 genom avhandlingen Om riksrådsvalen under frihetstiden: bidrag till svenska riksrådets historia, som belönades med Geijers historiska pris. Han blev docent i historia vid Uppsala universitet 1890, och efter att ha varit extra ordinarie professor i historia i Uppsala kallades han i januari 1894 att förestå professuren i historia och statskunskap vid Göteborgs högskola och blev professor i samma ämnen där 1895. Rektor för högskolan var han från hösten 1909 till 1914, professor i historia vid Uppsala universitet 1914–1929, rektor vid samma universitet 1918–1929 samt emeritus där från 1929. Åren 1927–1929 var han inspektor vid Stockholms nation i Uppsala.
Stavenow tillhörde i Göteborg det så kallade Lördagslaget, som samlades om lördagarna bland annat för att dryfta politiska frågor. Sällskapet räknade även bland andra Henrik Almstrand, Leonard Jägerskiöld, Ernst Hagelin, Otto Sylwan, Erik Björkman, Axel Romdahl, Evald Lidén, Otto Lagercrantz, Axel Nilsson, Erland Nordenskiöld, Gösta Göthlin, Albert Lilienberg och Peter Lamberg.
Han gifte sig 1 juli 1897 med Elin Maria Carlander och är begraven i en familjegrav på Uppsala gamla kyrkogård. Han var far till Åke Stavenow och morfar till Gunnar Weman.

## Utmärkelser och hedersbetygelser
Riddare av Nordstjärneorden, kommendör med storkorset av Nordstjärneorden den 15 september 1927, storkorset av Grekiska Georg den I:s Orden, ledamot av Kungliga Vitterhets Historie och Antikvitets Akademien (1902), av Kungliga Vetenskapsakademien (1919), av Vitterhetsakademien, ledamot av Samfundet för utgivande av handskrifter rörande Skandinaviens historia (1897), ledamot av Vetenskapssocieteten i Uppsala (1916), ledamot av Vetenskaps- och vitterhetssamhället i Göteborg (1896), ledamot av Humanistiska vetenskapssamfundet i Uppsala. Hedersledamot av Stockholms, Östgöta och Göteborgs nationer i Uppsala. Studentföreningens och Studentkårens i Göteborgs inspektor 1902—14.